# Agrilus delicatulus
Agrilus delicatulus är en skalbaggsart som beskrevs av Waterhouse 1889. Agrilus delicatulus ingår i släktet Agrilus och familjen praktbaggar. Inga underarter finns listade i Catalogue of Life.